# Paris (Supertramp-Album)
Paris ist das erste Livealbum der britischen Pop-/Rockband Supertramp. Es wurde während der Tournee „Breakfast in America“, die nach der im Jahr 1979 erschienenen gleichnamigen Studio-LP benannt wurde, am 29. November 1979 in Paris (Frankreich) aufgenommen. Wie bei diesem Vorgängeralbum agierte die Gruppe im Konzert und damit bei der Aufnahme des Doppelalbums in ihrem klassischen Lineup – im Rahmen von Tourneen zum fünften Mal in der Bandkarriere. Das Album Paris erschien als Langspielplatte im September 1980 und verkaufte sich in Europa und in den USA sehr gut. 2012 erschien der Film Live in Paris '79 als DVD und BD, die sich unter anderem in Deutschland, in Österreich und in der Schweiz ebenfalls gut verkauften.

## Paris (Album)

### Geschichte und Beschreibung
Das Livealbum Paris resultiert aus der Tour „Breakfast in America“, während der Supertramp 108 Konzerte gab. Dabei trat die Band in ihrer klassischen Besetzung mit Rick Davies, John Helliwell, Roger Hodgson, Bob Siebenberg und Dougie Thomson auf, unter anderem in Frankreich, Österreich, Spanien und den USA.
Aufgenommen wurde das Livealbum vor allem beim ersten der vier Konzerte, die Supertramp am 29. und 30. November sowie am 1. und 2. Dezember 1979 in der von 1975 bis 1983 existierenden Konzerthalle Pavillon de Paris gab, einst Schlachthof im Stadtviertel La Villette der französischen Hauptstadt Paris.
Hier präsentierte Supertramp viele Lieder ihrer klassischen Phase von 1974 bis 1979. Alle Songs sind Werke Rick Davies’ und Roger Hodgsons, die sie jeweils selbst sangen. Man zeichnete das komplette Konzert auf, verzichtete für die Doppel-LP Paris aber aus Platzgründen auf die ebenfalls aufgeführten Lieder Give a Little Bit, Goodbye Stranger, Even in the Quietest Moments…, Downstream, Child of Vision und Another Man's Woman. Somit befinden sich auf dem Livealbum mit Ausnahme von If Everyone Was Listening alle Lieder der Platte Crime of the Century (1974), drei des Albums Crisis? What Crisis? (1975), zwei der Platte Even in the Quietest Moments … (1977), drei des Albums Breakfast in America (1979) und zudem das Lied You Started Laughing, das auch You Started Laughing (When I Held You In my Arms) genannt wird. Dieses Stück wurde ursprünglich als B-Seite der Single Lady (von der 1975er-Platte Crisis? What Crisis?) veröffentlicht.
Es erschien eine 2002er CD-Neuveröffentlichung und eine 2025er LP- und CD-Neuauflage.

### Album-Liedliste
Das Livealbum Paris (Original: Doppel-LP „A&M 396 702-1“) enthält 16 Lieder. Die angegebenen Liedlängen beziehen sich auf eine CD-Version (Doppel-CD „A&M 396 702-2“) des Albums, das insgesamt 1 Stunde, 30 Minuten und 24 Sekunden lang ist. Auf der ursprünglichen Schallplatte (LP) befinden sich auf der LP 1 und LP 2 jeweils die Songs 1 bis 4 auf der A-Seite und 5 bis 8 auf der B-Seite. Alle Lieder, außer den fünf Songs mit entsprechender Gesangs-Anmerkung („G.:“), wurden per Hauptstimme von ihren in „()“ genannten Autoren gesungen.
| 1. CD (Laufzeit 43:42) 1. School – 5:28 (Hodgson); G.: Hodgson; Teile: Davies 2. Ain't Nobody but Me – 5:37 (Davies) 3. The Logical Song – 3:57 (Hodgson) 4. Bloody Well Right – 7:39 (Davies) 5. Breakfast in America – 2:57 (Hodgson) 6. You Started Laughing – 4:02 (Davies) 7. Hide in Your Shell – 6:55 (Hodgson) 8. From Now On – 7:07 (Davies); G.: Davies; Teile: Hodgson | 2. CD (Laufzeit 46:42) 1. Dreamer – 3:30 (Hodgson); G.: Hodgson; Teile: Davies 2. Rudy – 7:24 (Davies); G.: Davies; Teile: Hodgson 3. A Soapbox Opera – 4:51 (Hodgson) 4. Asylum – 6:55 (Davies); G.: Davies; Teile: Hodgson 5. Take the Long Way Home – 5:09 (Hodgson) 6. Fool's Overture – 10:58 (Hodgson) 7. Two of Us – 1:23 (Hodgson) 8. Crime of the Century – 6:32 (Davies) |

## Live in Paris ’79 (Film)

### Geschichte und Beschreibung
Am 27. August 2012, fast genau 32 Jahre nach Erscheinen des Livealbums, wurde Live in Paris ’79 als DVD und BD veröffentlicht. Das darauf enthaltene Filmmaterial wurde beim dritten der vier Paris-Konzerte aufgenommen.
Dabei wurde die beeindruckend eingefangene Konzert-Atmosphäre mit vielen Supertramp-Klassikern – darunter eine Live-Version des orchestralen Fool's Overture – Helliwell als Zeremonienmeister und den euphorischen Konzertbesuchern, auf 16-mm-Film mitgeschnitten. Das Filmmaterial verblieb jedoch in den Archiven der Band und galt später lange Zeit als verschollen, bis 2006 in Nordkalifornien in der Scheune von Supertramps Drummer Bob Siebenberg eine Kopie gefunden wurde. Die Filmrollen befanden sich in einem desaströsen Zustand und waren teils mit Kuhdung verschmutzt. Anschließend wurden sie in mehreren Studios digital überarbeitet (siehe Abschnitt Aufnahme).
Die Veröffentlichung des Films geschah allein auf Betreiben der Supertramp-Musiker Dougie Thomson, Bob Siebenberg und John Helliwell und ohne Zustimmung der Songautoren Rick Davies und Roger Hodgson, die damals gemeinsam in Paris auftraten. Letzterer berichtet auf seiner Webseite in einem offenen Brief bezogen auf die Veröffentlichung von „…illegalen und unmoralischen Methoden…“, sowie von „…Manipulationen und Täuschungen…“ durch seine drei ehemaligen Mitmusiker, die „…versuchen, Rick und mir die Songwriter-Rechte wegzunehmen…“ und seiner Ansicht nach die Veröffentlichung „…durch sehr fragwürdige juristische Manöver…“ erreicht haben. Hodgson „kann die DVD auch wegen ihrer technischen Mängel, redaktionellen Ungenauigkeiten und wegen ihrer schlechten Qualität nicht gutheißen…“, lässt er „…bedauerlicherweise…“ wissen.

### Film-Liedliste
Die DVD und BD Paris enthält insgesamt 22 Lieder (ohne Intro und Outro). Davon sind 17 Lieder als durchgängiges Konzert mit jeweils 1 zusätzlichem Songauszug als musikalische Untermalung von Intro und Outtro und 5 Bonustracks enthalten.
Die angegebenen Liedlängen beziehen sich auf die DVD-Version („EREDV891“), die zusammengesetzt aus Concert und Bonustracks/Bonus Videos insgesamt 2 Stunden, 4 Minuten und 52 Sekunden lang ist. Alle Lieder, außer den 6 Songs (inklusive Bonustracks) mit entsprechender Gesangs-Anmerkung („G.:“), wurden per Hauptstimme von ihren in „()“ genannten Autoren gesungen.
| Concert (Laufzeit 1:40:23) 1. Intro: French Touch – 1:28 (Galliano) (mit Chaplin-Double vor dem Konzert) 2. School – 5:40 (Hodgson); G.: Hodgson; Teile: Davies 3. Bloody Well Right – 6:23 (Davies) 4. The Logical Song – 3:50 (Hodgson) 5. Goodbye Stranger – 6:42 (Davies) 6. Breakfast in America – 2:34 (Hodgson) 7. Hide in Your Shell – 6:48 (Hodgson) 8. Asylum – 6:44 (Davies); G.: Davies; Teile: Hodgson 9. Even in the Quietest Moments – 4:46 (Hodgson) | 1. Give a Little Bit – 4:26 (Hodgson) 2. Dreamer – 3:22 (Hodgson); G.: Hodgson; Teile: Davies 3. Rudy – 6:54 (Davies); G.: Davies; Teile: Hodgson 4. Take the Long Way Home – 4:37 (Hodgson) 5. Another Man’s Woman – 7:25 (Davies) 6. Child of Vision – 7:17 (Hodgson) 7. Fool’s Overture – 10:56 (Hodgson) 8. Two of Us – 1:29 (Hodgson) 9. Crime of the Century – 6:29 (Davies) (Ende mit Kurzinfos u. a. zu Bandmitgliedern) 10. Outtro: From Now On – 2:33 (Auszug; Credits-Version) (mit Chaplin-Double nach dem Konzert) |

| Bonustracks (Bonus Videos) (Laufzeit 24:29 min) 1. Ain’t Nobody but Me – 4:57 (Davies) 2. You Started Laughing (…) – 4:17 (Davies) 3. A Soapbox Opera – 5:05 (Hodgson) 4. From Now On – 6:37 (Davies); G.: Davies; Teile: Hodgson 5. Downstream – 3:33 (Davies) | Hinweise: - Bonustracks – mit neu abgemischtem Ton- und neu geschaffenem Film-Material - Weil die 5 Bonus-Lieder nicht während des Paris-Konzerts vom 1. Dezember 1979 aufgenommen wurden, ist Live in Paris ’79 keine volle Darbietung der 1979er Tournee Breakfast in America. |

## Besetzung
Band-Besetzung – Paris (Album) und Live in Paris '79 (Film):
- Rick Davies – Keyboards, Mundharmonika, Gesang
- John Helliwell – Saxophone, Holzblasinstrumente, Keyboards, Gesang, Zeremonienmeister
- Roger Hodgson – Gitarren, Keyboards, Gesang
- Bob Siebenberg (als Bob C. Benberg) – Schlagzeug, Perkussion
- Dougie Thomson – Bass, Hintergrundgesang

Onstage Characters – Film Live in Paris '79:
Bei den Konzerten agierten mehrere Produktions-Team-Mitglieder als Bühnen-Charaktere – besonders während des Lieds Fool's Overture (in alphabetischer Reihenfolge der Charaktere):
- Banana: Tam Smith
- Chaplin: Tam Smith
- Clown: Chris „Smoother“ Smyth
- Convict: David Farmiloe
- Gendarme: Wolfgang Koellen
- Gorilla: Bobby Joe Harvey
- Miss Piggy: Mick Berg
- Superman: George Packer

## Aufnahme
Die Aufnahmen von beiden – dem Album Paris und dem Film Live in Paris '79 – stammen von Konzerten, die im November und Dezember 1979 während der Tournee „Breakfast in America“ in der französischen Hauptstadt Paris im Pavillon de Paris stattfanden:
Paris (Album) wurde beim Konzert am 29. November 1979 mit dem „Mobile 1 Remote“ aufgenommen. Abgemischt wurde es bei Chateau Recorders in North Hollywood (Los Angeles, Kalifornien, USA) und gemastert im A&M Recording Studio von Hollywood (auch: Los Angeles).
Live in Paris '79 (Film) wurde beim Konzert am 1. Dezember 1979 mitgeschnitten. Die 2006 aufgefundenen Bänder wurden zur digitalen Ton-Restaurierung an die Firma Cups 'N Strings (Studios) (Los Angeles, USA) geschickt, wo sie von Bruce Maddox und Sharon Kearney bearbeitet wurden. Peter Henderson und Russel Pope übernahmen in London (Vereinigtes Königreich) in den River Studios und Metropolis Studios die Mischung der Stereo und 5.1-Tonspuren. Das Video-Material wurde an Peter Clifton, dem Regisseur des Led-Zeppelin-Konzertfilms The Song Remains the Same (1973), nach Neuseeland geschickt, wo es in den Post Production Facilities weiterbearbeitet wurde.

## Produktion
Paris (Album; Auswahl):
- Musikproduzenten: Peter Henderson, Russel Pope
- Toningenieure: Peter Henderson, Russel Pope; Bernie Grundman (Konzert)
- Abmischung: Bernie Grundman (Chateau Recorders)
- Mastering: Bernie Grundman (A&M Recording Studio)
- Bühnen-Manager: Bobby Joe Harvey
- Klang: Russel Pope
- Klang-System: Mick Berg, David Farmiloe, Norman Hall, Chris „Smoother“ Smyth
- Licht: Ken Allardyce, Tony Shepard, Tam Smith
- Projektion: Gus Thomson
- Künstlerische Leitung: Mike Doud
- Cover-Gestaltung: Mike Fink
- Cover-Illustration: Cindy Marsh
- Fotografien: Mark Hanauer, Reed Hutchinson, Steve Smith
- Liner Notes: David Dave Margereson
- Management: David Dave Margereson

Live in Paris '79 (Film; Auswahl):
für weitere siehe oben: Paris (Album; Auswahl)
- Leitender Filmproduzent: David Dave Margereson
- Filmregisseur: Peter Clifton
- Filmmusik-Band-Restaurierung: Bruce Maddox und Sharon Kearney
Cups 'N Strings (Studios), Woodland Hills (Los Angeles, Kalifornien, USA)
- Stereo & 5.1 Mix: Peter Henderson und Russel Pope
River Studios und Metropolis Studios, London (Vereinigtes Königreich)
- Film-Restaurierung: Peter Clifton
Post Production Facilities (Onsight HD Lab; Neuseeland)
- Fotografie: Claude Gassian

## Singleauskopplungen
Aus Paris (Album) wurden im selben Jahr drei Live-Singles ausgekoppelt: Dreamer mit From Now On als zweites Lied („AMP 708“), das in den USA Platz 15 der Billboard-Pop-Single-Charts erreichte, Breakfast in America mit You Started Laughing als zweiter Song („AMS 7560“), Dreamer mit You Started Laughing als zweites Lied („AMS 9015“) und Take the Long Way Home mit From Now On als zweiter Song („AMS 9000“), die beide keine nennenswerten Chartplatzierungen erlangten.

## Kommerzieller Erfolg

### Chartplatzierungen
Die Doppel-LP Paris (Album) erreichte im Jahr 1980 in den jeweiligen Pop-Albums-Charts einstellige Plätze in Deutschland, Großbritannien, Österreich und in den USA (Billboard) und erlangte dort Gold-Status.
| ChartsChartplatzierungen       | Höchstplatzierung | Wochen |
| ------------------------------ | ----------------- | ------ |
| Deutschland (GfK)              | 5 (49 Wo.)        | 49     |
| Österreich (Ö3)                | 7 (29 Wo.)        | 29     |
| Vereinigte Staaten (Billboard) | 8 (26 Wo.)        | 26     |
| Vereinigtes Königreich (OCC)   | 7 (17 Wo.)        | 17     |

| ChartsJahrescharts (1981) | Platzierung |
| ------------------------- | ----------- |
| Deutschland (GfK)         | 38          |

### Auszeichnungen für Musikverkäufe
| Land/Region                  | Auszeichnungen für Musikverkäufe (Land/Region, Auszeichnung, Verkäufe) | Verkäufe  |
| ---------------------------- | ---------------------------------------------------------------------- | --------- |
| Deutschland (BVMI)           | Gold                                                                   | 250.000   |
| Frankreich (SNEP)            | Gold                                                                   | 100.000   |
| Kanada (MC)                  | Platin                                                                 | 100.000   |
| Neuseeland (RMNZ)            | Platin                                                                 | 20.000    |
| Vereinigte Staaten (RIAA)    | Gold                                                                   | 500.000   |
| Vereinigtes Königreich (BPI) | Gold                                                                   | 100.000   |
| Insgesamt                    | 4× Gold · 2× Platin ·                                                  | 1.070.000 |

Hauptartikel: Supertramp/Auszeichnungen für Musikverkäufe

## CD-Neuauflage 2002
Am 30. Juli 2002 erschien ebenfalls vom Label „A&M Records“ eine überarbeitete CD-Neuauflage von Paris mit 16 Liedern, deren Aufnahme von den originalen Masterbändern stammt. Das Büchlein ist angelehnt an die Album-Gestaltung der Original-CD. Die Liedreihenfolge entspricht der CD-Version der oben erwähnten Album-Liedliste.
Aufnahme und Produktion:
- Remastering – Sterling Sound (Manhattan, New York City, New York, USA) – Greg Calbi und Jay Messina
- Remastering-Aufsicht – Bill Levenson
- Künstlerische Leitung – Vartan
- Cover-Gestaltung – Mike Diehl
- Produktions-Koordination – Beth Stempel

## LP- und CD-Neuauflage 2025
Am 28. Februar 2025 veröffentlichten die Mercury Studios von Universal Music eine überarbeitete 3er-LP- und Doppel-CD-Neuauflage von Paris mit 22 Liedern, deren Aufnahme von den originalen Masterbändern stammt. Das Büchlein ist angelehnt an die DVD-Version von 2012. Die CD ist insgesamt 2 Stunden, 2 Minuten und 1 Sekunde lang.
Liedlisten:

3er-LP
– 1. LP, A- und B-Seite: 1. bis 4. Lied und 5. bis 8. Lied der 1. CD
– 2. LP, A- und B-Seite: 9. bis 11. Lied der 1. CD und 1. bis 5. Lied der 2. CD
– 3. LP, A- und B-Seite: 6. bis 8. Lied und 9. bis 11. Lied der 2. CD
| 1. CD (Laufzeit 1:00:49) 1. School – 5:54 (Hodgson); G.: Hodgson; Teile: Davies 2. Ain't Nobody but Me – 5:12 (Davies) 3. The Logical Song – 3:43 (Hodgson) 4. Goodbye Stranger – 5:58 (Davies) 5. Breakfast in America – 3:45 (Hodgson) 6. Bloody Well Right – 6:14 (Davies) 7. Hide in Your Shell – 6:58 (Hodgson) 8. From Now On – 6:53 (Davies); G.: Davies; Teile: Hodgson 9. Child of Vision – 7:27 (Hodgson) 10. Even in the Quietest Moments – 4:50 (Hodgson) 11. You Started Laughing – 3:55 (Davies) | 2. CD (Laufzeit 1:01:12) 1. A Soapbox Opera – 5:02 (Hodgson) 2. Asylum – 6:57 (Davies); G.: Davies; Teile: Hodgson 3. Downstream – 3:27 (Davies) 4. Give a Little Bit – 4:25 (Hodgson) 5. Dreamer – 3:27 (Hodgson); G.: Hodgson; Teile: Davies 6. Rudy – 7:00 (Davies); G.: Davies; Teile: Hodgson 7. Take the Long Way Home – 4:38 (Hodgson) 8. Another Man’s Woman – 7:26 (Davies) 9. Fool’s Overture – 10:59 (Hodgson) 10. Two of Us – 1:50 (Hodgson) 11. Crime of the Century – 6:01 |

## Videoalbum

### Chartplatzierungen
Die DVD erreichte die Spitzenposition der DVD-Charts in Deutschland, Österreich, in der Schweiz, in Frankreich, Holland, Belgien und Norwegen sowie die Top Ten im Vereinigten Königreich, in Italien, Spanien und Schweden.
In Deutschland platzierte sich die DVD in den regulären Album-Charts.
| ChartsChartplatzierungen | Höchstplatzierung | Wochen |
| ------------------------ | ----------------- | ------ |
| Deutschland (GfK)        | 16 (9 Wo.)        | 9      |
| Schweiz (IFPI)           | 1 (18 Wo.)        | 18     |

### Auszeichnungen für Musikverkäufe
| Land/Region       | Auszeichnungen für Musikverkäufe (Land/Region, Auszeichnung, Verkäufe) | Verkäufe |
| ----------------- | ---------------------------------------------------------------------- | -------- |
| Frankreich (UPFI) | Platin                                                                 | 15.000   |
| Insgesamt         | 1× Platin ·                                                            | 15.000   |

Hauptartikel: Supertramp/Auszeichnungen für Musikverkäufe